# Проект-техника
Корпора́ция «Прое́кт-те́хника» — одна из крупнейших российских машиностроительных компаний, часть военно-промышленного комплекса России.

## История
Корпорация «Проект-техника» была основана в 1988 году. В этом году был создан производственный кооператив «РАДОН».
В 1990 году  участниками проекта «Буран» было образовано Конструкторского бюро НПП «Проект-техника».
В 1993 году в состав Корпорации вошел Шумерлинский завод специализированных автомобилей.
В 2009 году было создано предприятие «Проектэлектротехника» для производства сухих трехфазных трансформаторов. Корпорация начинает поставки медицинских полевых госпиталей на экспорт.
В 2011 году в состав Корпорации вошло предприятие «Орёлтекмаш».

## Производство
Корпорация «Проект-техника» специализируется на создании, производстве и постпродажном обслуживании подвижной техники многоцелевого и специального назначения. Компания является крупнейшим поставщиком мобильной техники для силовых структур РФ. Продукция компании входит в список изделий государственной программы вооружения РФ, экспортируется в 21 страну мира.
Корпорация выпускает технику трех уровней, которые отличаются друг от друга по процентному содержанию иностранных комплектующих и материалов в технике (по требованию Министерства Обороны РФ в некоторых образцах техники запрещено использование иностранных материалов). В год выпускается более 1000 единиц техники.

## Структура и управление
В состав Корпорации входят заводы по производству мобильной техники (Шумерлинский завод специализированных автомобилей, Орелтекмаш), завод по производству трансформаторов (Проектэлектротехника), инженерный и сервисный центры.
По данным от 2013 года, на предприятиях компании работает около 2500 сотрудников.
Председателем правления Корпорации «Проект-техника» является Шавасп Калашян.

## Финансы
Основным заказчиком Корпорации «Проект-техника» является Министерство обороны РФ. В частности, в 2014 году Главное автобронетанковое управление Министерства обороны РФ заключило трехлетний контракт на четыре миллиарда рублей с компанией на поставку мастерских технического обслуживания.
По данным 2012-2013 годов, оборот двух крупнейших предприятий Корпорации (ШЗСА и Орелтекмаш) составил 2,20 млрд руб. и 700 млн руб. соответственно.